# Baruto Kaito
Kaido Hoovelson, conosciuto con il nome di battaglia Baruto Kaito (mar Baltico) (Rakvere, 5 novembre 1984), è un lottatore di sumo e politico estone.

## Biografia
Baruto ha passato la sua giovinezza in patria, giocando a baseball ed impiegandosi nell'adolescenza come buttafuori in un night-club, finché a 16 anni, cimentandosi nel judo, ha ottenuto un successo giovanile di caratura nazionale. Messo sotto osservazione dal talent scout Riho Rannikmaa, che lo ha iniziato al sumo amatoriale, Baruto fu portato a Kagoshima, in Giappone, dove ha iniziato la sua carriera nel sumo professionistico giapponese nel maggio del 2004 tra le file della Onoe-Beya. Due anni dopo, nel maggio del 2006, Baruto salì fino alla categoria Makuuchi, la più importante, salvo stoppare la sua ascesa e retrocedere tra i cadetti della categoria Juryo, nel 2007, a causa di un grave infortunio al ginocchio sinistro.
Tornato tra i Makuuchi, nel 2008 divenne Sekiwake, terzo rango più alto nella classifica del sumo nipponico, per poi divenire addirittura Ozeki (il secondo livello più alto) nel marzo del 2010, grazie ad un risultato di 14-1 al termine dell'Haru-Basho del medesimo anno. In questo è stato uno dei soli nove non-giapponesi ad aver ottenuto tale livello (gli altri sono: Konishiki, Akebono, e Musashimaru dalle Hawaii; Asashōryū, Hakuhō, Harumafuji e Kakuryū dalla Mongolia; Kotooshu dalla Bulgaria)
Baruto allo stato attuale non ha ancora vinto un torneo Makuuchi ma ha già conquistato ben 7 premi speciali (Sansho) di cui 5 per lo spirito combattivo (Kanto-Sho) 1 per l'esecuzione tecnica (Gino-Sho) ed uno per la singola prestazione più prestigiosa (Shukun-Sho). Baruto lotta attualmente col prestigioso rango di Ozeki e preferisce un Sumo di posizione e presa ferrea, stile grazie al quale riesce a far valere la sua mole imponente di 198 cm x 188 kg.
Nel 2019 venne eletto deputato al Riigikogu con il Partito di Centro Estone.

## Filmografia

### Televisione
My Brother's Husband (NHK BS Premium, 2018)